# Hjällnäs mörk
Hjällnäs mörk är en sjö i Alingsås kommun i Västergötland och ingår i Göta älvs huvudavrinningsområde. Sjön är 7,5 meter djup, har en yta på 0,002 kvadratkilometer och är belägen 160 meter över havet.